# 形状記憶繊維
形状記憶繊維（けいじょうきおくせんい）とは、折り目や縮れなどの変化を与えても、水につけて乾かすなどの操作で元に記憶させた形状に戻るよう加工された繊維。ワイシャツなどに用いられる。この加工を受けた衣類は洗濯・洗浄後、乾燥させると皺が伸びてなくなり、アイロン掛けが不要になる。
このような加工は「形態安定加工」と呼ばれる。セルロースやポリエステルをアンモニアやホルムアルデヒドなどで処理し、ポリマー間の架橋反応により構造を安定化させる。